# 尚氣與十環傳奇
是一部於2021年上映的美國超級英雄電影，改編自漫威漫畫旗下的超級英雄角色尚氣，本片由漫威影業製作，華特迪士尼工作室電影負責發行。並為漫威電影宇宙的第25部電影作品，屬於漫威電影宇宙第四階段，亦是《復仇者聯盟：終局之戰》後首部有新的超級英雄登場的電影。本片由德斯汀·丹尼爾·克雷頓執導並編劇，大衛·卡拉漢和安德魯·蘭哈姆（Andrew Lanham）共同撰寫劇本，並由劉思慕、梁朝偉、奧卡菲娜、張夢兒、陳法拉、佛洛里安·蒙特亞努、黃凱旋、楊紫瓊和本·金斯利等人主演。
以尚氣為主角的電影項目其實最早於2001年已經被提出，直至2018年，漫威影業聘請了大衛·卡拉漢撰寫劇本，項目開始進入籌備階段。《尚氣與十環傳奇》是史上首部以亞裔超級英雄為主角的超級英雄電影，劇組於2019年11月在洛杉磯完成了部分前期取景拍攝作業，主體拍攝於2020年2月在澳大利亞悉尼和新南威爾斯州開機。因應2019冠状病毒病澳大利亚疫情，劇組於3月暫停拍攝，8月初在澳大利亞恢復拍攝，10月移至美國舊金山進行外景拍攝，10月底殺青。
《尚氣與十環傳奇》2021年8月16日在洛杉磯首映，2021年9月3日在美國院線公映。

## 劇情
一千年來，軍閥徐文武靠着神器「十環」的威力成立了強大的「十環幫」，四處南征北戰且長生不老，在世界各地掌握地下資源和左右各國的局勢。1996年，文武開始尋找神秘村莊大羅，企圖得到其中的力量，卻迷失於大羅外圍的森林迷宮，並遇見大羅的守護者映麗。映麗以太極拳擊退了文武，兩人卻因此機緣墜入愛河，文武追求大羅力量的企圖無疾而終。為了成全愛情，映麗必須離開大羅，文武則解散了十環幫並封印十環。幾年後，已為人母的映麗跟年幼的兒子徐尚氣說自己為了與文武一起來到外界生活，已經把大羅之力歸還給大羅的守護者神龍「護世巨龍」，但尚氣卻不知為何擁有這股力量。
時間到了2024年，尚氣改名為尚恩並在美國舊金山跟朋友凱蒂過着普通人的生活，人生漫無目的。某天他們坐公車上班時遇上十環幫的幹部剃刀拳率領幫眾來奪取映麗生前留下的墜飾，尚氣雖然以高超的武藝擊敗了對方，但墜飾仍被搶走。尚氣隨即聯想到妹妹徐夏靈最近從澳門寄來一張沒內容的明信片，認為夏靈可能會遭遇相同危險，於是跟凱蒂共赴澳門。在飛機上尚氣解釋在映麗死後，文武決定將尚氣訓練成殺手，並在尚氣14歲時給他第一個任務，但尚氣不願意殺人，於是離家出走並改名過着普通人的生活。
到了澳門，尚氣追蹤線索至一家地下拳館，並看見至尊魔法師王和惡煞在打拳，二人其後返回一所監獄。在拳館經理壯壯的安排下，尚氣在擂台上與夏靈重逢，驚訝之際被對方痛毆一頓，夏靈表示當年尚氣逃家拋下自己不顧，六年後終於下定決心跟著逃家自行在外闖蕩，但自己並未寄過尚氣口中的明信片。尚氣意識到這一切都是圈套之時，十環幫經已趕到，雙方發生一陣激鬥。尚氣打敗十環幫的幹部死亡商人後，文武現身以十環壓制他，更用凱蒂的性命逼兄妹二人回家。眾人回到十環幫總部，文武表示多年以來兄妹二人的行蹤一直在他掌握中，現在希望子女助他一臂之力攻打大羅，因為映麗正被大羅的其他守護者囚禁。他多年來研究森林迷宮，得知迷宮會在清明節期間開啟入口，同時借着兄妹二人的墜飾，成功啟動總部內的迷宮地圖，並從中得知安全路徑。兄妹覺得文武陷入妄想，映麗明明多年前已經確定死亡，不可能還活着。由於兩名子女拒絕協助，文武下令將他們關入大牢。
在大牢中，尚氣一行人遇到曾以「滿大人」之名假扮文武的英國演員崔佛·史萊特利，他因此冒犯到文武而被十環幫軟禁，被軟禁的還有崔佛飼養，被他命名為莫里斯的一隻帝江。眾人逃出監獄後決定阻止文武，在莫里斯的指引下，他們成功穿過森林進入大羅村，遇見許多村民。映麗的妹妹映南現身，並將真相告知眾人，自古以來大羅村的村民與其守護者神龍負責封印來自異次元的「黑暗棲息者」。黑暗棲息者雖被封印千年，但會利用心電感應引誘有能力的人前來打開封印，文武就是被黑暗棲息者所蠱惑。眾人開始準備以龍麟製成的武器以面對文武的大軍，凱蒂也自告奮勇地練習射箭。大戰前夕，尚氣向凱蒂自揭身世。原來當年文武歸隱後，仇家鐵刀幫趁文武不在帶著多人上門報仇，映麗寡不敵眾被殺。文武在悲憤之下解封十環，重操舊業血洗仇家，並將刺殺幕後主腦的任務交由尚氣執行。尚氣坦承自己在飛機上欺騙了凱蒂——他當年確實完成父親的任務，逃家在美國生活並非在逃避任務，而是無法面對自己參與復仇的罪惡感。最終尚氣決定親手了结自己的父親以清除這門血債。
文武與十環幫幫眾順利穿過樹林進入大羅村，並與村民展開大戰。尚氣單挑文武不敵，被打入水中。文武此刻仍以為映麗被關在封印的大門後，利用十環破壞封印大門。此時，許多吞噬靈魂的惡魔從封印的漏洞飛出，攻擊十環幫幫眾和大羅村村民，死亡商人被吸走靈魂慘死。剃刀拳眼見情勢不對，下令幫眾與村民聯手抗敵。尚氣在水中被神龍喚醒，獲得神龍的力量的同時，更領悟了太極拳法，以借力打力的方法搶走了文武的十環。在給文武最後一擊前，尚氣回心轉意，不願弒父。黑暗棲息者此時終於突破封印，欲攻擊尚氣，文武深知鑄成大錯，決意犧牲自己拯救兒子，並將十環傳給尚氣。尚氣和夏靈二人騎着神龍和黑暗棲息者在空中決鬥，期間黑暗棲息者一度抓住神龍並開始吸食牠的靈魂，最終在黑暗棲息者差點殺死神龍前，凱蒂及時以龍麟箭射傷黑暗棲息者，讓尚氣抓住機會以十環成功消滅黑暗棲息者。
大戰過後，十環幫幫眾與村民共同悼念死去的親朋好友，尚氣與凱蒂結為情侶。回到美國後，兩人正跟朋友吹噓他們最近的冒險時，王突然從傳送門中出現，三人一同到卡瑪泰姬。布魯斯·班納、卡蘿·丹佛斯和王告知尚氣的十環並沒有記載在卡瑪泰姬的記錄中，亦不是地球或其他星球的文明的科技產物，而是一種更高等的武器。王告誡尚氣、凱蒂未來責任重大，於是三人決定一起去通宵唱卡啦OK。另一方面，夏靈成為十環幫的新幫主，注視着一批正在訓練的男女戰士，準備展開行動。

## 演員與角色
| 演員              | 角色           | 備註 |
| ----------------- | -------------- | --- |
| 劉思慕            | 徐尚氣／尚恩   | 功夫大師，文武的兒子。自幼接受十環幫的嚴格培訓，被文武訓練成為項尖殺手，精通各種武術招式。長大後離開十環幫，化名為尚恩並希望在美國舊金山過著普通人的生活，在本片開頭並不知道自己的真實身份，於文武死後繼承十環。導演德斯汀·丹尼爾·克雷頓將尚氣類比於1997年電影《心靈捕手》中麥特·戴蒙飾演的威爾，兩人均兼具男子氣概和脆弱的內心，並有著自己不知情的秘密和超能力。劉思慕認為找尋身份認同是該角色的核心，而並非他的武功。由於影片中的尚氣沒有佩戴面具，因此多個特技場面都是劉思慕親身上陣。劉思慕為該角色增重10磅（4.5）肌肉。 |
| 孫亞諾            | 徐尚氣／尚恩   | 少年時期的尚氣。 |
| 張天一            | 徐尚氣／尚恩   | 童年時期的尚氣。 |
| 奧卡菲娜          | 凱蒂／陳瑞文   | 在酒店代客泊車，尚氣的好友兼中學同學。奧卡菲娜透露稱「該角色捲入不知所措的世界之中，同時發現與自己密切相關的事情。」 |
| 張夢兒            | 徐夏靈         | 尚氣的妹妹，文武的女兒，從小自學武術。尚氣於夏靈十歲時被父親派往執行首個任務，本來承諾3天後回來，但等了6年哥哥還遲遲未歸，由於得不到父親器重，在16歲時離家出走，到澳門建立地下拳擊生意，於文武死後接管了十環幫。 |
| 赫小哈            | 徐夏靈         | 少女時期的夏靈。 |
| 艾洛迪·方         | 徐夏靈         | 童年時期的夏靈。 |
| 陳法拉            | 映麗           | 文武的妻子，尚氣和夏靈的母親，大羅的守護者 。文武與她相戀後曾一度改邪歸正，至仇家找上門並將映麗殺害後再重建十環幫和訓練尚氣成為殺手。 |
| 佛洛里安·蒙特亞努 | 剃刀拳         | 十環幫幹部，武術高手，右手前臂被截肢後裝上了一把能自動伸縮的開山刀，被文武派到美國奪取映麗給尚氣的項鍊。 |
| 黃凱旋            | 王／至尊魔法師 | 神秘的魔法大師，史蒂芬·史傳奇的夥伴，在史傳奇因彈指事件消失的五年間接任至尊魔法師的位置。原負責管理卡瑪泰姬的圖書館，擁有淵博的武術和魔法知識。在澳門的地下拳館與惡煞對戰。 |
| 楊紫瓊            | 映南           | 尚氣的上師兼姨母，映麗的妹妹，大羅的守護者。楊紫瓊透露，影片中其他角色向該角色請教如何保護歷史和世界。楊紫瓊此前在2017年電影《星際異攻隊2》中客串出演另一不同角色安麗塔·奧戈。 |
| 本·金斯利         | 崔佛·史萊特利  | 一名來自英國利物浦的戲劇演員，曾經被先進意念力學的總裁奧德區·齊禮安雇為文武的替身。齊禮安被「鋼鐵人」東尼·史塔克打倒後，崔佛被捕入聯邦監獄，後來遭文武人馬擄走。金斯利此前在2013年電影《鋼鐵人3》和2014年漫威短片《王者萬歲》之中出演該角色。 |
| 梁朝偉            | 徐文武         | 尚氣的父親，十環幫的首领，受十環的影響，基本上是長生不老，曾經派遣手下拉扎在阿富汗綁架東尼·史塔克。漫威電影宇宙原創角色，替代漫畫中的尚氣的父親傅滿洲，影片中文武有著包括「滿大人」在內的諸多化名。製片人喬納森·舒瓦茲稱文武是更加複雜且具有層次的角色，而不只是滿大人這個名稱所暗示的方向，他是一個很有情感厚度的反派。導演德斯汀·丹尼爾·克雷頓稱創作時改編了漫畫中的不當元素，梁朝偉展現出該角色人性有愛的一面，避免陷入刻板印象。 本片是梁朝偉出演的首部荷里活電影。梁朝偉稱接拍本片是因為他一直希望嘗試他過往未曾飾演過的角色類型，例如大反派；而且他跟導演視像會議時，對他的印象很好。他初次看完劇本時，驚訝於文武並非一般的反派角色。他指文武是個不像反派的反派，很複雜，也很痴情。也因為這樣，他想了好個幾個月都不是很清楚應該怎樣演，到了雪梨進劇組拍攝時才著手設計角色。他設計角色時，為了令自己相信自己是在演一個反派，他決定以不同於平常的聲線去演這個角色。 |

錢信伊飾演壯壯（Jon Jon），夏靈的左右手，為她打理地下格鬥場，片尾彩蛋中加入十環幫。香港演員元華出演光伯大師（Master Guang Bo），大羅族人的長老。祖蒂·龍出演凱蒂的母親陳太太（Mrs. Chen）。達拉斯·劉出演凱蒂的弟弟瑞華（Ruihua）。周采芹出演凱蒂的外婆。安迪·黎（Andy Le）出演反派死亡商人，十環幫幹部，文武的部下，費爾南多·錢（Fernando Chien）飾演高磊（Gao Lei），十環幫成員，剃刀拳的手下。史蒂芬妮·許和庫納爾·杜德卡爾（Kunal Dudhekar）分別飾演小蘇（Soo）和約翰（John），尚氣和凱蒂的朋友。在2017年電影《蜘蛛人：返校日》中出演街邊小販的查克·崔瑞（Zach Cherry）出現於影片之中，出演公共汽車上的直播主克里夫（Klev）。提姆·羅斯回歸出演艾米爾·布朗斯基／惡煞，該角色首次出現於2008年電影《無敵浩克》中。徐慧慧回歸出演海倫（Helen），她是在紅室中接受訓練的黑寡婦，此前出現於2021年電影《黑寡婦》。馬克·盧法洛與布麗·拉森在片尾彩蛋分別回歸出演布魯斯·班納和卡蘿·丹佛斯，班納博士回到了人類形態但手上仍然帶著手臂固定帶，顯示該片時序發生於《復仇者聯盟：終局之戰》之後。

## 製作

### 開發
漫威製作公司的前總裁兼首席執行官瑪格麗特·洛許透露，早在1980年代，史丹·李曾與李國豪以及他的母親蓮達·李討論過將尚氣改編為電影或者電視劇的可能性。李國豪的父親李小龍是尚氣的漫畫形象的主要創作靈感來源。2001年，英國導演史蒂芬·諾瑞頓宣布有意執導漫畫角色尚氣改編的電影《尚氣之手》（The Hands of Shang-Chi），他此前曾執導由漫威漫畫改編的1998年電影《刀鋒戰士》。2003年，夢工廠開始開發這部影片，袁和平接替史蒂芬·諾瑞頓擔當導演，布魯斯·C·麥肯那執筆劇本。2004年，李安以監製的身份加入製作組。此後由於該角色的影視改編權被漫威公司贖回，該項目未能繼續推進。2005年9月，漫威總裁兼首席執行官阿維·阿拉德宣布開發改編旗下漫畫角色的電影，共計10部，其中包括以尚氣為主角的影片。2006年，漫威獲得融資，10部影片均由派拉蒙影業負責發行。
「十環幫」首次出現於2008年上映的漫威電影宇宙的首部電影《鋼鐵人》中，但是該組織的首領滿大人並沒有出現於影片之中。漫威影業當時計劃在電影中展現該角色的「超級正義」及其複雜的性格，這些在電影《鋼鐵人》中無法詮釋，因為這部影片主要聚焦於主角「鋼鐵人」東尼·史塔克。DMG娛樂電影集團前中國大陸區總裁克里斯·芬頓（Chris Fenton）透露先前與漫威影業合作時，漫威曾計劃在2012年電影《復仇者聯盟》的片尾彩蛋中讓尚氣或滿大人登場。DMG娛樂拒絕了這一提議，認為滿大人在漫畫中的負面刻板形象可能會造成電影在中國無法上映，進而影響該公司在華業務。滿大人在2013年影片《鋼鐵人3》中登場，由本·金斯利飾演，但該角色最終被證實是滿大人的替身，他的真實身份是戲劇演員崔佛·史萊特利。本·金斯利後來在本片中回歸出演該角色。漫威影業總裁凱文·費吉透露儘管本·金斯利飾演的滿大人替身與漫畫中的原型角色相差甚遠，但是漫威電影宇宙中可能存在更貼近於漫威角色設定的滿大人。

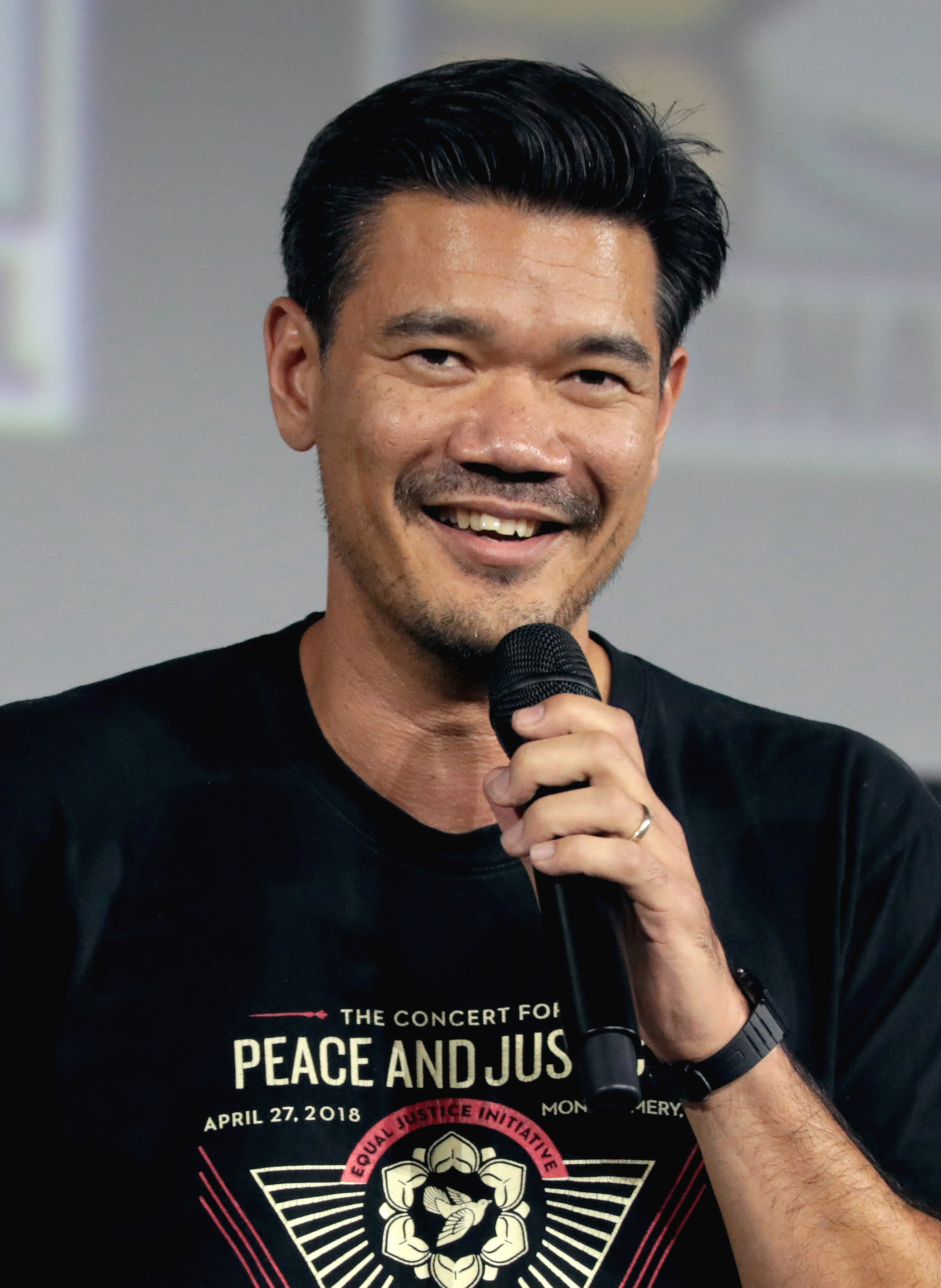
導演德斯汀·丹尼爾·克雷頓

2018年12月，漫威影業快速將首部亞裔超級英雄尚氣的電影項目提上製作日程，聘請中美混血編劇大衛·卡拉漢撰寫電影劇本，並且漫威將「啟用亞裔或者亞美混血導演」執導這部電影，這類似於2018年初上映的電影《黑豹》，該片啟用了大量的非裔或者非美混血演職人員。隨著在2018年上映的電影《瘋狂亞洲富豪》取得成功，多個以亞裔主導的影視項目正在好萊塢開發。相比於1970年代開始創作的原漫畫故事，大衛·卡拉漢的劇本為之增添了更多的現代化元素，避免採用現代觀眾所認為的負面刻板印象。大衛·卡拉漢在撰寫劇本時，意識到這是首個「從自我角度和經歷」出發創作的項目。《好萊塢報道》認為這部電影和角色將以類似於《黑豹》的方式引爆銀幕，在經歷漫威電影宇宙電視劇《鐵拳俠》的選角爭議之後，《尚氣與十環傳奇》有潛力「大放異彩」，「這是一個區別於亞裔傳統武術類型電影的機會，影片應不止滿足於將其打造成漫威的李小龍」。
2019年3月，漫威聘請德斯汀·丹尼爾·克雷頓執導影片，阿蘭·楊以及曾執導過電視劇《鐵拳俠》和《潔西卡·瓊斯》劇集的黛博拉·周之前亦在導演人選之列。克雷頓透露他之前對超級英雄電影不感興趣，但是影片能夠創造出亞裔孩子的偶像，他因此參與該項目。2018年電影《黑豹》導演瑞恩·庫格勒勸說克雷頓參與製作影片。4月，漫威影業和澳大利亞藝術部長米奇·法菲爾德聯合宣布，漫威接下來的一部影片《尚氣與十環傳奇》將在位於悉尼的福斯工作室以及新南威爾斯州取景拍攝。影片將獲得澳大利亞政府一次性資金支持2400萬澳元（約1800萬美元），同時獲得新南威爾斯州的「新南威爾斯州製造」基金支持的1000萬澳元（約800萬美元）。米奇·法菲爾德表示，預計該影視項目將為澳大利亞帶來各種經濟收益1.5億澳元（約1.15億美元），創造4700個新的就業機會，帶動當地約1200家相關企業發展。2019年4月，凱文·費吉證實影片為第四階段的一部分。7月，新南威爾斯州藝術部長唐·哈溫透露漫威將採用套拍的方式製作影片和另一部漫威電影宇宙電影《雷神索爾：愛與雷霆》，《尚氣與十環傳奇》在2020年下半年之前完成拍攝。

### 前期製作

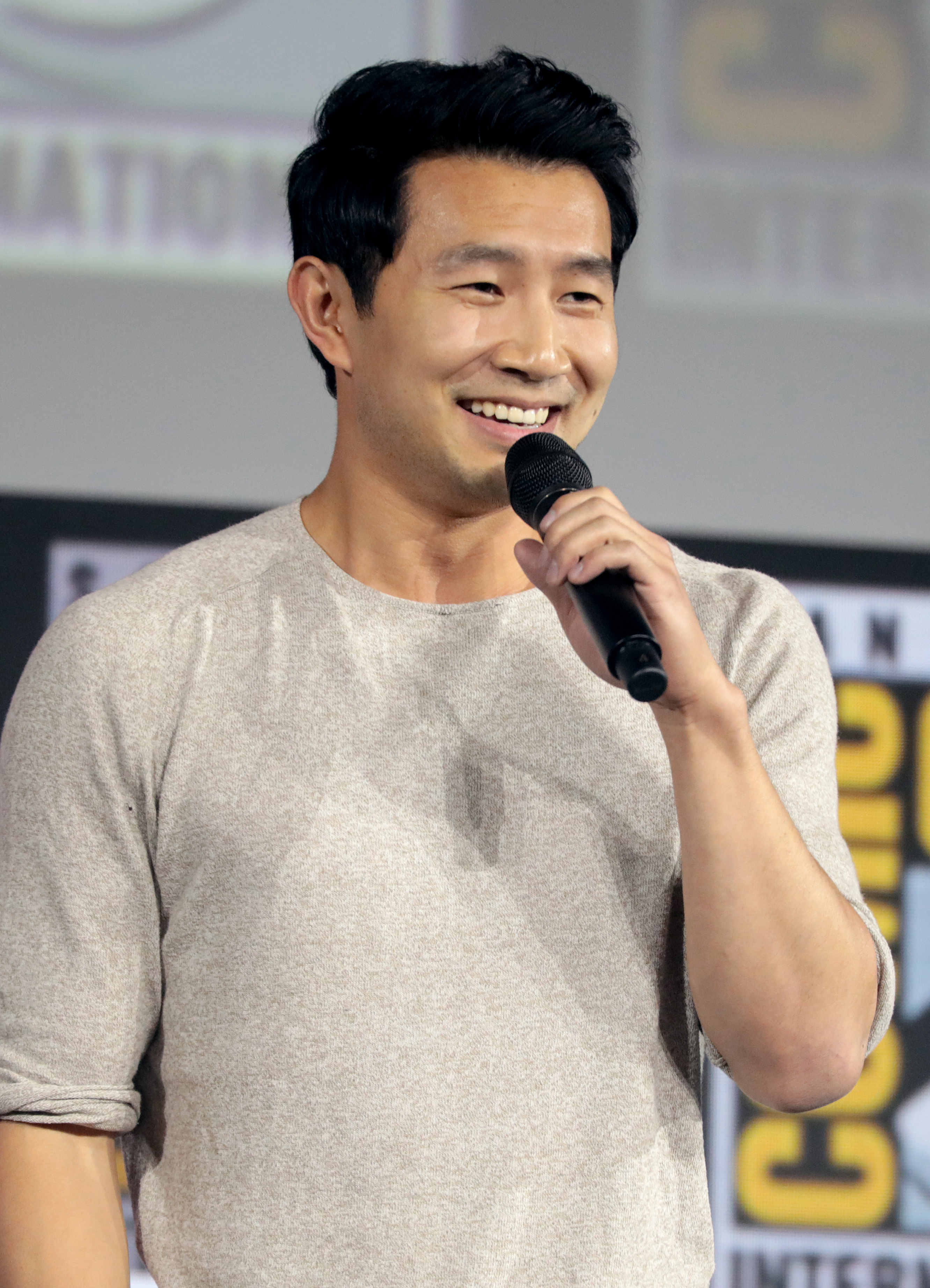
主演劉思慕在2019年聖地牙哥國際漫畫展

2019年6月，漫威影業開始影片的選角工作。報道稱華裔演員林路迪、羅斯·巴特勒和路易斯·譚被列入男主角尚氣的候選名單。路易斯·譚此前在漫威電影宇宙電視劇《鐵拳俠》中出演周成。此外，漫威有意與甄子丹商談，邀請他出演另一名尚未公開的角色。7月，《綜藝》雜誌記者賈斯汀·克羅爾（Justin Kroll）報道稱，漫威正在尋找20歲到29歲之間的華裔演員出演標題角色尚氣，並補充表示漫威希望選角能夠忠實於原著角色的背景設定，除華裔之外不會考慮其他亞裔演員。7月20日，漫威在聖地牙哥國際漫畫展上公布加拿大華裔男演員劉思慕將飾演主角尚氣，他於7月14日參加試鏡，16日被正式選中。此外，漫威影業總裁凱文·費吉證實梁朝偉和奧卡菲娜將參演影片。凱文·費吉表示十環幫最早出現於2008年上映的漫威電影宇宙首部電影《鋼鐵人》之中，該恐怖組織的真正首領滿大人將在《尚氣與十環傳奇》中現身，由梁朝偉飾演。在2013年影片《鋼鐵人3》中，本·金斯利出演滿大人的替身。劉思慕在首次試鏡中已在漫威考慮的演員人選之列，漫威無法再找到合適的演員之後，邀請劉思慕參加第二次試鏡。十環幫標誌中的文字在電影《鋼鐵人3》中為蒙古語文字，引起蒙古國政府的不滿，認為這是將「該國的非物質文化遺產與恐怖組織聯繫起來」。在《尚氣與十環傳奇》中，這些文字被更改為以中國篆書形式書寫的漢字，象征力量或者權力。蒙古國的前文化、體育和旅遊部部長策德布達木巴·奧雲格日勒認為此舉是為了迎合中國市場。影片原計劃於2019年11月開機拍攝，導演克雷頓於10月透露拍攝作業延後至2020年早期。12月，凱文·費吉表示影片主要選角定為亞裔演員。2020年1月，報道稱楊紫瓊與漫威進入商談階段，有望出演影片，她此前在2017年電影《星際異攻隊2》中客串出演另一不同角色阿爾塔·奧戈德。
導演德斯汀·丹尼爾·克雷頓、大衛·卡拉漢以及安德魯·蘭哈姆（Andrew Lanham）共同完成劇本創作，克雷頓和卡拉漢為影片創作了故事大綱。製片人喬納森·舒瓦茲表示在漫威漫畫中，尚氣的故事線類似於家庭戲劇，導演克雷頓希望影片展現這一元素，探索尚氣充滿矛盾和衝突的家庭背景。劉思慕稱尚氣在漫畫中的背景故事並不像蝙蝠俠或蜘蛛人一樣廣為人知，這給予了編劇更多的創作自由。克雷頓和卡拉漢意識到漫畫中諸如滿大人等角色的細節要素可能仍然帶有一點刻板印象，當開始為這部電影構思角色身份以及即將經歷的旅程時，非常謹慎地避開了各種可能會陷入刻板印象的方向。克雷頓認為劇本終稿「完美修正」了漫畫角色，是關於亞裔身份的真實故事。大衛·卡拉漢補充稱影片並非傳達出「單一亞裔美國人的聲音」，他和克雷頓嘗試通過電影與「更廣泛的亞裔僑民」對話。由於主角尚氣自幼接受不同類型的武術訓練，克雷頓參考多種不同的格鬥風格設計影片中的武術動作，包括2000年電影《臥虎藏龍》中「優雅空靈的武術風格」以及成龍的電影中的「快節奏」打鬥風格。華人武術指導為影片設計武俠風格的打鬥場景。特技協調員布拉德利·艾倫負責保持不同武術風格的整體一致性。舒瓦茲稱影片中每種武術風格都有其含義，有助於更形象地講述主線故事。

### 拍攝
漫威於2020年2月開始影片的主體拍攝，取景地包括悉尼的福斯工作室、新南威爾斯州以及美國洛杉磯等。影片拍攝時的工作標題為的「蒸汽船」（Steamboat）。威廉·波普擔當攝影指導。2019年11月，劇組在洛杉磯完成了部分前期取景拍攝作業。
2020年3月12日，由於導演德斯汀·丹尼爾·克雷頓需要自我隔離，等待2019冠狀病毒病的測試結果，第一組拍攝暫停，第二組拍攝及其他工作暫時不受影響。次日，迪士尼宣布暫停旗下全部影片的拍攝，因此《尚氣與十環傳奇》的拍攝工作全部停擺。3月16日，克雷頓的測試結果為陰性。在拍攝暫停前，錢信伊確認已加入劇組，飾演一名未透露的角色。7月1日，報道稱漫威影業計劃於當月底恢復影片的拍攝作業，但是所有的演職人員均應依據澳大利亞的出入境規定實施隔離。拍攝片場於7月底重新布置完成，8月2日，所有演職人員已經到達片場並結束隔離期，將在「數日之後」重啟拍攝作業。同月，《綜藝》雜誌報道稱楊紫瓊確定參演電影。9月23日，漫威宣布影片的上映日期推遲至2021年7月9日。10月，劇組移至舊金山展開外景拍攝，取景地包括俄羅斯山、諾伊谷、諾布山和漁人碼頭。拍攝作業於10月24日殺青。

### 後期製作
納特·桑德斯、伊莉莎白·羅納德斯多特爾（Elísabet Ronaldsdóttir）和哈利·尹擔當剪輯師。2020年12月，漫威宣布奧卡菲娜出演尚氣的朋友凱蒂，張夢兒、楊紫瓊、錢信伊、陳法拉和佛洛里安·蒙特亞努參演影片。漫威因滿意佛洛里安·蒙特亞努在2018年電影《金牌拳手：父仇》中的表演而選擇他參演影片。2021年3月，影片在美國的上映日期被推遲至2021年9月3日。同月，達拉斯·劉確定參演影片。2021年6月，官方預告片透露黃凱旋回歸出演漫威電影宇宙角色王。惡煞亦將出現於影片之中，該角色首次出現於2008年電影《無敵浩克》之中，由提姆·羅斯飾演。凱文·費吉稱讓超過十年沒有在漫威電影宇宙中出現的角色回歸，影迷能夠認知並接受這個設定「非常有趣」。黃凱旋表示「非常激動」能夠參演影片，與一群優秀的亞裔演員合作，並讚賞電影的亞裔選角。2021年7月，徐慧慧確定回歸出演黑寡婦，她此前在2021年電影《黑寡婦》中出演在紅房中接受訓練的眾多黑寡婦之一。2021年8月，提姆·羅斯確定回歸出演惡煞。《尚氣與十環傳奇》同時緬懷於2021年8月過世的特技協調員主管布拉德利·艾倫。

## 音樂
2021年6月，喬爾·P·韋斯特（Joel P. West）開始在阿比路錄音室為影片錄製原創音樂，韋斯特此前為德斯汀·丹尼爾·克雷頓執導的四部影片作曲。好萊塢唱片和漫威音樂於2021年9月1日發行電影原聲音樂的數位版本。
影片音樂原聲帶中的首支單曲由88rising媒體公司製作，21·薩維奇和布萊恩·伊曼紐聯合華倫·賀（Warren Hue）以及更高兄弟成員馬思唯演唱，於2021年8月10日由漫威音樂、好萊塢唱片和新視鏡唱片聯合發行。另一支由妮基演唱的單曲也於2021年8月10日發行。原聲帶中的第三支由DJ蛇王、里克·羅斯和布萊恩·伊曼紐演唱的單曲出現於8月12日的電影宣傳短片之中，於2021年8月13日發行。這支單曲也成為ESPN的2021至2022賽季NCAA第一級別美式足球碗賽分區比賽的主題歌曲。第四支單曲由斯韋·李和潔妮·愛子演唱，於2021年8月20日發行。好萊塢唱片、漫威音樂和新視鏡唱片於2021年9月3日發行電影原聲歌曲的數位版本，其中包括林俊傑、薩維蒂、安德森·帕克、星野源、Zion.T製作演唱的歌曲。

## 市場營銷

### 角色爭議

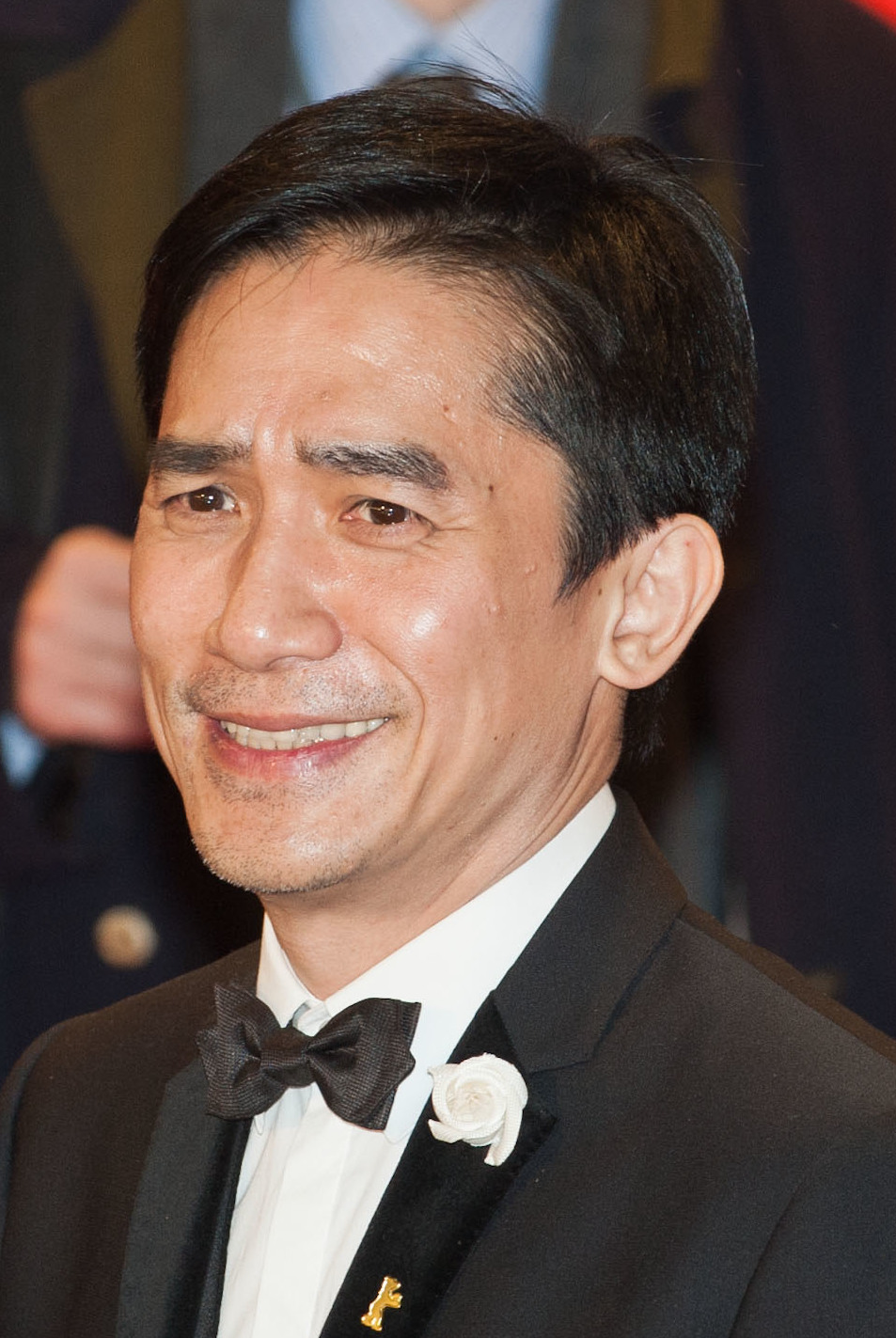
飾演徐文武的梁朝偉，圖片攝於2013年

尚氣這個虛構角色於1973年首次出現於漫威漫畫中，他的父親原設定為傅滿洲，該爭議性角色被認為是二十世紀西方對黃種人最著名的種族偏見形象。1983年以後，傅滿洲角色的使用權到期，漫威權衡收益之後，決定不再與其創作者薩克斯·羅默的遺產繼承人續約。儘管數年之後該角色的知識產權進入公有領域，但是薩克斯·羅默的繼承人已將「傅滿洲」註冊為商標。即使漫威希望再次使用該角色，也不能在漫畫冊封面、宣傳海報等任何類型的廣告上使用它。因此在之後的漫畫中，尚氣父親的真實姓名被改為鄭祖。2010年起連載的漫畫《秘密復仇者》中，漫威修正了尚氣的背景以及他與傅滿洲的關係。漫畫中的鄭祖成為中國的一名不朽法師，「傅滿洲」是他的化名之一，以便隱藏真實身份。
2019年7月，漫畫作者吉姆·史達林在聖地牙哥國際漫畫展上表示，漫威不會讓傅滿洲這個角色登上銀幕。漫威於7月20日公布選角之後，影片即在中國大陸引起爭議，部分網民質疑其涉嫌「辱華」，宣稱抵制該影片。中國歷史研究院稱「『滿大人』為『傅滿洲』形象的延伸」。出演該角色的梁朝偉亦遭到中國大陸部分網民的言語攻擊。隨後，飾演尚氣的劉思慕在其個人Instagram直播回應爭議時稱，這部電影屬於全體亞裔，表現了亞裔的身份認同問題，然而卻引發中國大陸觀眾诸如「《尚氣》不是用來取悅中國觀眾」和「亞裔不是中國人」等此类的偏差解讀。8月，曾與梁朝偉合作電影《風再起時》的導演翁子光透露，梁朝偉已經將這些爭議反映給迪士尼。2020年12月，迪士尼在宣傳上將梁朝偉飾演的角色更名為「徐文武」（Wenwu）。

### 前導預告
2021年4月19日，在劉思慕生日當天，他公布首張前導海報，隨後漫威影業釋出首支前導預告短片。《綜藝》雜誌的亞當·B·瓦里（Adam B. Vary）稱「終於見到劉思慕成為尚氣」，預告片還透露出影片的不少細節，例如漫畫中滿大人雙手佩戴的十枚戒指在影片中被替換為散發出藍光的十個臂環。《哈芬登郵報》的科爾·德爾比克（Cole Delbyck）稱預告片中展現出的「令人大跌眼鏡的」武術動作設計與以往的漫威電影宇宙系列電影存在著很大的不同。的羅布·布里肯（Rob Bricken）認為預告片中的動作設計並沒有令其失望，影片中的家庭戲劇元素同樣引人注目。的亞當·奇特伍德（Adam Chitwood）同樣稱讚預告片，並將影片故事與2018年電影《黑豹》作對比，認為影片將會為觀眾帶來令人振奮的全新的漫威電影宇宙體驗。影片的宣傳海報和首支前導預告短片發布之後，在亞洲華語地區獲得好評的同時伴有負面評論。《環球時報》援引香港《南華早報》的評論稱，「大部分漫威粉絲們都對這款預告表示歡迎，但中國網友的反應則好壞參半。有人自豪，『亞洲人終於有了我們應有的代表』，電影將糾正早期漫畫中涉嫌種族歧視的內容，表現真正的亞裔故事。也有網民對預告片中出現京东的植入廣告感到很失望」。有網民指主演劉思慕的外貌與年輕時的中國大陸領導人習近平相似，抨擊迪士尼公司的選角標準，甚至有網民揶揄主角是「總書記」、「年輕習，很合中國口味」。

### 正式預告
2021年6月24日，漫威在ESPN電視網的《NBA倒計時》節目廣告期間釋出首支正式預告片。的肖恩·基恩（Sean Keane）稱很高興能夠在預告片中看到梁朝偉的身影，並表示打鬥場景「令人印象深刻」。他對預告片的結尾惡煞的出現感到驚訝，提出該角色的形象設計更貼近於漫畫，而非直接延續2008年電影《無敵浩克》的形象。《數碼間諜》的加布里艾拉·蓋辛格（Gabriella Geisinger）認為惡煞僅僅會客串出現於影片之中，是為了該角色此後出現於2022年播出的Disney+電視劇《律師女浩克》補充故事背景，仍可能對漫威電影宇宙產生「深遠的影響」。的熱爾曼·盧西爾（Germain Lussier）、的蘇珊娜·波羅（Susana Polo）和的珍妮佛·歐萊特（Jennifer Ouellette）均認為相較於前導預告片，這支短片展現出更多的與尚氣有關的內容。歐萊特稱短片通過旁白提及尚氣的家世背景。盧西爾認為類似於2008年電影《鋼鐵人》未上映之前的鋼鐵人，並不被大眾熟知的尚氣很快會成為「巨星」。波羅稱讚了短片中的打鬥和魔法場景。
《漫威影業：傳奇角色》的其中一集以「十環幫」為主題，於2021年9月1日播出。

## 發行

### 影院上映
《尚氣與十環傳奇》於2021年8月16日在洛杉磯的埃爾卡皮坦劇院和中國戲院首映，於2021年8月25日在拉斯維加斯的CinemaCon影展上映:5，於2021年9月2日在香港、澳門和台灣公映，於2021年9月3日在美國公映。影片屬於漫威電影宇宙第四階段。
2019年7月20日，漫威在聖地牙哥國際漫畫展上公布《尚氣與十環傳奇》原計劃於2021年2月12日在美國上映，當日為中國夏曆辛丑年的春節。2020年4月3日，受2019冠狀病毒病疫情的影響，影片上映時間被推遲至2021年5月7日（原《奇異博士2：失控多重宇宙》檔期）。2020年9月23日，因應《黑寡婦》延期上映，漫威宣布《尚氣與十環傳奇》的上映日期推遲至2021年7月9日。《尚氣與十環傳奇》原計劃於2021年7月8日在香港上映。2021年3月23日，迪士尼正式宣布影片在美國戲院的首映時間第三次被推遲至2021年9月3日，但和《脫稿玩家》一樣，《尚氣與十環傳奇》不會在串流媒體平台Disney+通過Disney+首映許可證形式與戲院同期上線，而是在戲院上映的45天之後在Disney+播出。2021年8月，隨著感染Delta變種病毒的相關病例開始增長，迪士尼執行長鮑伯·查佩克稱《尚氣與十環傳奇》仍首先僅在戲院上映，45天之後在Disney+播出，並稱這種策略是個「有趣的實驗」。主演劉思慕對此說法表示不滿，凱文·費吉稍後回應稱劉思慕似乎誤解了查佩克的說法。
《尚氣與十環傳奇》原計劃於2021年9月在中國大陸上映。2021年5月，中國中央電視台電影頻道（CCTV-6）播出漫威電影展望預告片時，未見《尚氣與十環傳奇》和《永恆族》，外界猜測這兩部電影將不能在中國大陸市場上映。有说法认为影片开头公交车司机制服上的“8964”标志触及六四事件的敏感话题，导致当局禁止影片上映。
《尚气与十环传奇》原计划于2021年10月7日在马来西亚上映。但因为《007：无暇赴死》在马来西亚的发行商联合国际影业（UIP）于9月24日紧急宣布撤档后，改为提前至2021年9月30日上映。

### 家庭媒體
《尚氣與十環傳奇》於2021年11月12日在Disney+上線，華特迪士尼家庭娛樂公司於同日開始在美國數位發行電影。2021年11月30日開始發售電影的超高清藍光光碟、藍光光碟和DVD光碟，影碟中包括評論音軌、部分被刪除的場景和幕後花絮的內容。

## 迴響

### 票房
2021年8月，在電影上映之前，稱《尚氣與十環傳奇》在北美首週末三天將獲得3500萬至5500萬美元的開畫票房，美國國內總票房預計落在1.6億至1.65億美元之間。《好萊塢新聞前線》稱《尚氣與十環傳奇》在北美首週末和週一勞動節，預計四天內將獲得4500萬至5000萬美元的開畫票房，電影至少連續三週位居美國國內票房排行榜首位。《綜藝》稱業界預計電影將獲得6000萬美元的開畫票房。上映後北美實際票房，首週末三天7539萬、四天9467萬，打破美國勞動節的週末票房紀錄，並且遠超預期。電影IMAX全球開畫票房達1360萬美元。
截至2021年11月26日，《尚氣與十環傳奇》在美國國內獲得2.25億美元的票房，以及2.07億美元的國外票房，全球票房合共4.32億美元。
| 上一届： 《怒火》                       | 2021年香港一週票房冠軍 第35-37週       | 下一届： 《沙丘瀚戰》                   |
| 上一届： 《糖果人》                     | 2021年美國週末票房冠軍 第36-39週       | 下一届： 《猛毒2：血蜘蛛》              |
| 上一届： 《脫稿玩家》                   | 2021年台北週末票房冠軍 第36-37週       | 下一届： 《沙丘》                       |
| 上一届： 《我的英雄學院：世界英雄任務》 | 2021年日本週末票房冠軍 第36週          | 下一届： 《我的英雄學院：世界英雄任務》 |
| 上一届： 《人质》                       | 2021年韓國週末票房冠軍 第36-37週       | 下一届： 《通话惊魂》                   |
| 上一届： 《我的英雄學院：世界英雄任務》 | 2021年马来西亚週末票房冠軍 第39週-44週 | 下一届： 《毒液2》                      |

### 評價
《尚氣與十環傳奇》收到多數影評人的好評。根据評論匯總网站爛番茄汇总的344篇评论文章，92%的评论家给予该作正面评价，使之獲得「認證新鮮」標識，平均打分为7.5分（满分10分）。在Metacritic上，52位影評人共給予了71分的分數（滿分100分），這部電影獲得了「普遍好評」。根據美國電影市場調查機構影院評分的調查，受訪觀眾給予《尚氣與十環傳奇》的平均成績在A+至F之間落於「A」。
2021年11月，隨著《尚氣與十環傳奇》在Disney+上線，網友發現在影片的18分32秒处出现的公车司机袖标是“8964”，這恰是1989年6月4日六四事件發生的關鍵字，再度引發新一波的「辱華」風暴。

## 相關媒體

### 紀錄片特輯
2021年2月，迪士尼宣布製作紀錄片影集《漫威影業：創作大本營》，包括漫威電影宇宙電影和影集項目的幕後製作花絮，並採訪主要演員和創意團隊。以電影《尚氣與十環傳奇》為主題的特輯於2021年11月12日在Disney+釋出。

## 未來計劃
影片片尾透露「十環幫將再次回歸」。2021年12月，漫威正式確定開發《尚氣與十環傳奇》續集電影，德斯汀·丹尼爾·克雷頓回執導影片，並擔當編劇。

## 資料來源
1. ↑  . CBR. 2021-08-10  [2021-08-16]. （原始内容存档于2021-08-16） （美国英语）.
2. ↑  Han, Angie. . The Hollywood Reporter. 2021-08-23  [2021-08-23]. （原始内容存档于2021-08-23） （美国英语）.
3. ↑  Knight, Chris. . National Post. 2021-09-03  [2021-09-04]. （原始内容存档于2021-09-05） （美国英语）.
4. ↑  Rubin, Rebecca. . Variety. 2021-09-06  [2021-09-08]. （原始内容存档于2021-09-08） （美国英语）.
5. 1 2  . Box Office Mojo. IMDb.   [2021-09-24].
6. 1 2  Shang-Chi and the Legend of the Ten Rings at The Numbers. Nash Information Services, LLC. Retrieved 2021-09-24.
7. 漫威影业. . 2021-06-25  [2021-06-27] –新浪微博 （中文（中国大陆））.
8. ↑  Marvel Studios在2020年12月11日的動態
9. Marvel Studios在2020年12月11日的動態
10. 1 2 3  Boone, John. . Entertainment Tonight. 2021-08-17  [2021-08-18]. （原始内容存档于2021-08-18） （美国英语）.
11. 1 2 3  Alex Abad-Santos. . Vox. 2021-09-03  [2021-09-03]. （原始内容存档于2021-09-03） （美国英语）.
12. 1 2  Paige, Rachel. . Marvel.com. 2020-12-10  [2020-12-10]. （原始内容存档于2020-12-11） （美国英语）.
13. 1 2 3 4  Kit, Borys; Galuppo, Mia. . The Hollywood Reporter. 2019-07-20  [2019-07-21]. （原始内容存档于2019-07-21） （美国英语）.
14. 1 2  Hood, Cooper. . Screen Rant. 2021-04-09  [2021-04-11]. （原始内容存档于2021-04-10） （美国英语）.
15. ↑  Allen, Nick. . RogerEbert.com. 2021-08-23  [2021-08-23]. （原始内容存档于2021-08-23） （美国英语）.
16. 1 2 3 4 5 6 7 8 9 10 11  Coggan, Devan. . Entertainment Weekly. 2021-04-19  [2021-04-19]. （原始内容存档于2021-04-19） （美国英语）.
17. ↑  Tapp, Tom; D'Alessandro, Anthony. . Deadline Hollywood. 2021-06-24  [2021-06-26]. （原始内容存档于2021-06-25） （美国英语）.
18. 1 2 3  Yu, Phil. . Entertainment Weekly. 2021-07-06  [2021-07-06]. （原始内容存档于2021-07-06） （美国英语）.
19. 1 2  Samuel, Ebenezer. . Men's Health. 2021-05-19  [2021-05-20]. （原始内容存档于2021-05-19） （美国英语）.
20. 1 2 3 4 5  Brook, Mitch. . Screen Rant. 2021-09-03  [2021-09-03]. （原始内容存档于2021-09-03） （美国英语）.
21. ↑  Furdyk, Brent. . ET Canada. 2021-06-24  [2021-07-30]. （原始内容存档于2021-06-25） （加拿大英语）.
22. 1 2 3 4  Vary, Adam B. . Variety. 2021-04-19  [2021-04-19]. （原始内容存档于2021-04-19） （美国英语）.
23. ↑  Pham, Jason. . StyleCaster. 2020-12-07  [2020-12-10]. （原始内容存档于2020-12-07） （美国英语）.
24. 1 2  Bloom, Mike. . Comic Book Resources. 2021-04-19  [2021-04-19]. （原始内容存档于2021-04-19） （美国英语）.
25. 1 2 3  . 澳門日報. 2021-08-18  [2021-08-25]. （原始内容存档于2021-08-26） （中文（澳門））.
26. ↑  . 中國新聞網. 2020-12-02  [2021-08-18]. （原始内容存档于2021-01-22） （中文（中国大陆））.
27. 1 2 3 4   (YouTube). Marvel Entertainment. 2021-08-17  [2021-08-17]. （原始内容存档于2021-09-15） （美国英语）. .   [2021-08-18]. 原始内容存档于2021-09-15.
28. ↑  Marvel Studios Hong Kong. . YouTube.   [2022-11-01]. （原始内容存档于2022-11-01）.
29. ↑  Marvel Studios. . Disney Plus. Disney Plus.   [2022-11-01]. （原始内容存档于2023-03-27）.
30. ↑   (YouTube). Marvel Entertainment.  事件发生在 0:49. 2021-08-17  [2021-08-17]. （原始内容存档于2021-09-15） （美国英语）. .   [2021-08-18]. 原始内容存档于2021-09-15.
31. ↑  Hsia, Heidi. . Yahoo!. 2021-06-28  [2021-08-10]. （原始内容存档于2021-06-30） （美国英语）.
32. ↑  Labonte, Rachel. . Screen Rant. 2021-07-13  [2021-08-10]. （原始内容存档于2021-07-14） （美国英语）.
33. ↑  Barnhardt, Adam. . ComicBook.com. 2021-08-14  [2021-08-19]. （原始内容存档于2021-08-15） （美国英语）.
34. 1 2 3  Debruge, Peter. . Variety. 2021-08-23  [2021-08-23]. （原始内容存档于2021-08-23） （美国英语）.
35. 1 2  Bonaime, Ross. . Collider. 2021-06-24  [2021-06-24]. （原始内容存档于2021-06-25） （美国英语）.
36. ↑  . 星島日報. 2021-08-13  [2021-08-25]. （原始内容存档于2021-10-26） （中文（新加坡））.
37. 1 2 3  Boone, John. . Entertainment Tonight. 2020-12-10  [2020-12-12]. （原始内容存档于2020-12-11） （美国英语）.
38. 1 2  Chitwood, Adam. . Collider. 2021-07-15  [2021-07-15]. （原始内容存档于2021-07-16） （美国英语）.
39. 1 2  GALLAGHER, BRIAN. . Movieweb.com. 2017-04-21  [2017-04-22]. （原始内容存档于2017-04-22） （美国英语）.
40. 1 2  Davis, Brandon. . ComicBook.com. 2020-01-21  [2020-01-21]. （原始内容存档于2020-01-21） （美国英语）.
41. ↑  Geisinger, Gabriella. . Digital Spy. 2021-09-01  [2021-09-02]. （原始内容存档于2021-09-01） （美国英语）.
42. ↑  Wong, Justin. . cbr.com. 2020-12-13  [2020-12-15]. （原始内容存档于2020-12-14） （美国英语）.
43. 1 2  . 電影神搜. 2021-04-20  [2021-04-25]. （原始内容存档于2021-04-25） （中文（臺灣））.
44. ↑  Katz, Brandon. . Observer. 2019-09-10  [2019-09-14]. （原始内容存档于2019-09-14） （美国英语）.
45. ↑  . ELLE Singapore YouTube channel. 2021-08-27  [2021-09-05]. （原始内容存档于2021-09-05） （英语）.
46. ↑  . NewMonday. 2021-09-04  [2021-11-27]. （原始内容存档于2021-11-27） （中文（香港））.
47. ↑  Tenreyro, Tatiana. . The A.V. Club. 2021-04-19  [2021-04-19]. （原始内容存档于2021-04-19） （美国英语）.
48. ↑  . Today. 2021-08-23  [2021-09-03]. （原始内容存档于2021-09-03） （英语）.
49. ↑  陳穎思. . 香港01. 2021-08-26  [2021-08-26]. （原始内容存档于2021-08-26） （中文（香港））.
50. 1 2  Ramos, Dino-Ray. . Deadline Hollywood. 2021-03-31  [2021-03-31]. （原始内容存档于2021-03-31） （美国英语）.
51. ↑  Perry, Spencer. . ComicBook.com. 2021-08-17  [2021-08-17]. （原始内容存档于2021-08-17） （美国英语）.
52. ↑  Reed, Chris. . IGN. 2021-09-03  [2021-09-03]. （原始内容存档于2021-09-03） （美国英语）.
53. ↑  Outlaw, Kofi. . ComicBook.com. 2021-08-20  [2021-08-20]. （原始内容存档于2021-08-20） （美国英语）.
54. 1 2  Davis, Erik. . Fandango Media. 2021-08-16  [2021-08-16]. （原始内容存档于2021-08-16） （美国英语）.
55. 1 2  Anderson, Jenna. . ComicBook.com. 2021-06-24  [2021-06-24]. （原始内容存档于2021-06-25） （美国英语）.
56. ↑  . YouTube. 漫威娛樂. 2021-09-03  [2021-09-03]. （原始内容存档于2021-09-03） （美国英语）.
57. 1 2  . Jadexu.com.   [2021-07-21]. （原始内容存档于2021-01-24） （美国英语）.
58. 1 2  Hood, Cooper. . Screen Rant. 2020-10-29  [2021-07-21]. （原始内容存档于2020-11-08） （美国英语）.
59. 1 2  Chichizola, Corey. . CinemaBlend. 2021-07-20  [2021-07-21]. （原始内容存档于2021-07-21） （美国英语）.
60. ↑  Francisco, Eric. . Inverse. 2018-11-23  [2019-09-06]. （原始内容存档于2019-07-26） （美国英语）.
61. ↑  Cooke, Jon B. . Comic Book Artist. No. 7 (TwoMorrows Publishing). February 2000  [2019-10-15]. （原始内容存档于2001-03-06） （美国英语）.
62. ↑  Brehmer, Nat. . Bloody Disgusting. 2020-01-16  [2020-03-07]. （原始内容存档于2020-03-07） （美国英语）.
63. ↑  Balsley, Sarah. . Animation World Network. 2003-04-15  [2020-03-07]. （原始内容存档于2020-03-07） （美国英语）.
64. ↑  Craig, Andrew. . ScreenRant. 2018-03-30  [2020-03-07]. （原始内容存档于2020-03-07） （美国英语）.
65. ↑  . BBC. 2005-09-06  [2020-05-27]. （原始内容存档于2016-04-21） （英国英语）.
66. ↑  . IGN. 2005-09-06  [2018-12-04]. （原始内容存档于2020-06-05） （美国英语）.
67. ↑  Vincent, Rodger. . Los Angeles Times. 2005-09-06  [2014-01-18]. （原始内容存档于2014-04-16） （美国英语）.
68. 1 2 3  Meares, Joel. . Rotten Tomatoes. 2021-07-12  [2021-07-12]. （原始内容存档于2021-07-12） （美国英语）.
69. ↑  建嘉, 陳. . 聯合報. 2020-08-08  [2020-08-28]. （原始内容存档于2020-08-21） （中文（臺灣））.
70. ↑  Johnston, Rich. . Bleeding Cool. 2020-08-06  [2020-08-07]. （原始内容存档于2020-08-07） （美国英语）.
71. 1 2  Fleming Jr., Mike. . Deadline Hollywood. 2018-12-03  [2018-12-03]. （原始内容存档于2018-12-03） （美国英语）.
72. ↑  Galuppo, Mia; McMillan, Graeme. . The Hollywood Reporter. 2018-12-03  [2018-12-04]. （原始内容存档于2018-12-03） （美国英语）.
73. ↑  Newby, Richard. . The Hollywood Reporter. 2018-12-04  [2018-12-12]. （原始内容存档于2018-12-05） （美国英语）.
74. ↑  Couch, Aaron; Kit, Borys. . The Hollywood Reporter. 2019-03-13  [2019-03-13]. （原始内容存档于2019-03-14） （美国英语）.
75. ↑  . /Film. 2021-08-19  [2021-08-20]. （原始内容存档于2021-08-23） （美国英语）.
76. 1 2 3  Maddox, Garry. . The Sydney Morning Herald. 2019-04-05  [2019-04-07]. （原始内容存档于2019-04-04） （美国英语）.
77. ↑  Evans, Nick. . Cinema Blend. 2019-04-22  [2019-04-22]. （原始内容存档于2019-04-22） （美国英语）.
78. ↑  Frater, Patrick. . Variety. 2019-07-25  [2019-07-27]. （原始内容存档于2019-07-26） （美国英语）.
79. 1 2  Murphy, Charles. . That Hashtag Show. 2019-06-17  [2019-06-19]. （原始内容存档于2019-06-20） （美国英语）.
80. ↑  Yehl, Joshua. . IGN. 2019-06-17  [2019-06-29]. （原始内容存档于2019-06-18） （美国英语）.
81. 1 2  Boone, John. . Entertainment Tonight. 2021-04-06  [2021-04-07]. （原始内容存档于2021-04-07） （美国英语）.
82. ↑  Hood, Cooper. . ScreenRant. 2019-06-17  [2019-06-19]. （原始内容存档于2019-06-18） （美国英语）.
83. ↑  Justin Kroll [@krolljvar].  (推文). 2019-07-14  [2019-07-15] –Twitter （美国英语）.
84. ↑  Sobon, Nicole. . cbr.com. 2019-07-14  [2019-07-15]. （原始内容存档于2019-07-14） （美国英语）.
85. ↑  Gramuglia, Anthony. . cbr. 2019-07-21  [2019-07-24]. （原始内容存档于2019-07-22） （美国英语）.
86. ↑  Truitt, Brian. . USA Today. 2012-10-26  [2012-10-26]. （原始内容存档于2012-10-26） （美国英语）.
87. ↑  Davis, Rebecca. . Variety. 2021-08-19  [2021-08-19]. （原始内容存档于2021-08-19） （美国英语）.
88. 1 2  Outlaw, Kofi. . ComicBook.com. 2019-09-27  [2019-09-29]. （原始内容存档于2019-09-30） （美国英语）.
89. 1 2  Goldberg, Matt. . Collider. 2019-10-14  [2019-10-27]. （原始内容存档于2019-10-14） （美国英语）.
90. ↑  Chapman, Tom. . Comic Book Resources. 2019-12-30  [2020-01-07]. （原始内容存档于2019-12-31） （美国英语）.
91. 1 2 3  Chitwood, Adam. . Collider. 2021-04-19  [2021-04-19]. （原始内容存档于2021-04-19） （美国英语）.
92. ↑  Paige, Rachel. . Marvel.com. 2021-04-19  [2021-04-19]. （原始内容存档于2021-04-19） （美国英语）.
93. ↑  Travis, Ben. . Empire. 2021-06-07  [2021-06-07]. （原始内容存档于2021-06-07） （美国英语）.
94. ↑  Martens, Todd. . Los Angeles Times. 2020-03-06  [2020-03-08]. （原始内容存档于2020-03-07） （美国英语）.
95. 1 2 3  D'Alessandro, Anthony. . Deadline Hollywood. 2020-03-16  [2020-03-18]. （原始内容存档于2020-03-17） （美国英语）.
96. ↑  Barnhardt, Adam. . ComicBook.com. 2020-03-01  [2020-03-01]. （原始内容存档于2020-03-02） （美国英语）.
97. ↑  Fiduccia, Christopher. . screenrant.com. 2019-10-27  [2019-11-20]. （原始内容存档于2019-10-29） （美国英语）.
98. ↑  @DiscussingFilm.  (推文). 2019-07-15  [2019-07-25]. （原始内容存档于2019-07-15） –Twitter （美国英语）.
99. ↑  Kit, Borys. . The Hollywood Reporter. 2020-03-12  [2020-03-13]. （原始内容存档于2020-03-13） （美国英语）.
100. 1 2  Kroll, Justin. . Variety. 2020-03-13  [2020-03-15]. （原始内容存档于2020-03-14） （美国英语）.
101. ↑  Fisher, Jacob. . Discussing Film. 2020-04-07  [2020-04-07]. （原始内容存档于2020-04-07） （美国英语）.
102. ↑  D'Alessandro, Anthony. . Deadline Hollywood. 2020-07-01  [2020-07-01]. （原始内容存档于2020-07-01） （美国英语）.
103. ↑  Hood, Cooper. . ScreenRant. 2020-07-01  [2020-07-01]. （原始内容存档于2020-07-02） （美国英语）.
104. ↑  Laman, Douglas. . Comic Book Resources. 2020-08-02  [2020-08-02]. （原始内容存档于2020-08-02） （美国英语）.
105. ↑  Frater, Patrick. . Variety. 2020-08-19  [2020-08-19]. （原始内容存档于2020-08-19） （美国英语）.
106. 1 2  Gonzalez, Umberto; Welk, Brian. . TheWrap. 2020-09-23  [2020-09-23]. （原始内容存档于2020-09-23） （美国英语）.
107. ↑  Barnhardt, Adam. . ComicBook.com. 2020-10-18  [2020-10-18]. （原始内容存档于2020-10-19） （美国英语）.
108. ↑  Graf, Carly. . San Francisco Examiner. 2020-10-21  [2020-10-21]. （原始内容存档于2020-10-21） （美国英语）.
109. ↑  Gillespie, Daniel. . Screen Rant. 2020-10-24  [2020-10-24]. （原始内容存档于2020-10-24） （美国英语）.
110. ↑  Morales, Wilson. . Black Film. 2019-10-28  [2021-02-17]. （原始内容存档于2019-10-30） （美国英语）.
111. ↑   (PDF). Gersh.   [2021-02-22]. （原始内容 (PDF)存档于2021-02-23） （美国英语）.
112. ↑  Kit, Borys. . The Hollywood Reporter. 2021-03-09  [2021-04-06]. （原始内容存档于2021-03-10） （美国英语）.
113. 1 2 3  Rubin, Rebecca. . Variety. 2021-03-23  [2021-03-23]. （原始内容存档于2021-03-23） （美国英语）.
114. 1 2 3  Meares, Joel. . Rotten Tomatoes. 2021-06-29  [2021-06-29]. （原始内容存档于2021-06-29） （美国英语）.
115. ↑  D Bennett, Tara. . SyFy Wire. 2021-07-19  [2021-07-31]. （原始内容存档于2021-07-20） （美国英语）.
116. ↑  Sneider, Jeff. . Collider. 2021-07-22  [2021-07-27]. （原始内容存档于2021-07-22） （美国英语）.
117. ↑  Sirikul, Laura. . Empire. 2021-08-23  [2021-08-23]. （原始内容存档于2021-08-23） （美国英语）.
118. ↑  Noble, Alex. . TheWrap. 2021-08-07  [2021-08-23]. （原始内容存档于2021-08-18） （美国英语）.
119. ↑  . Film Music Reporter. 2021-06-21  [2021-06-21]. （原始内容存档于2021-06-21） （美国英语）.
120. 1 2  . Film Music Reporter. 2021-08-31  [2021-08-31]. （原始内容存档于2021-08-31） （美国英语）.
121. ↑  Outlaw, Kofi. . ComicBook.com. 2021-08-09  [2021-08-09]. （原始内容存档于2021-08-09） （美国英语）.
122. ↑  Perine, Aaron. . ComicBook.com. 2021-08-10  [2021-08-10]. （原始内容存档于2021-08-10） （美国英语）.
123. ↑  Paige, Rachel. . Marvel.com. 2021-08-12  [2021-08-12]. （原始内容存档于2021-08-12） （美国英语）.
124. ↑  DJ Snake [@djsnake].  (推文). 2021-08-12  [2021-08-12] –Twitter （美国英语）.
125. ↑  Lopez, Isabelle. . ESPN Press Room. 2021-08-13  [2021-08-19]. （原始内容存档于2021-08-15） （美国英语）.
126. ↑  Tigg, Fnr. . Complex. 2021-08-19  [2021-08-20]. （原始内容存档于2021-08-20） （美国英语）.
127. ↑  . Film Music Reporter. 2021-08-20  [2021-08-20]. （原始内容存档于2021-08-20） （美国英语）.
128. ↑  . BBC. 2019-07-23  [2019-07-24]. （原始内容存档于2019-07-24） （中文（中国大陆））.
129. ↑  D., KM. . businesstimes.cn. 2018-12-07  [2019-07-25]. （原始内容存档于2019-07-25） （美国英语）.
130. ↑  Cronin, Brian. . cbr. 2018-11-20  [2019-07-24]. （原始内容存档于2019-07-24） （美国英语）.
131. ↑  Schedeen, Jesse. . IGN. 2019-07-25  [2019-07-25]. （原始内容存档于2019-07-24） （美国英语）.
132. ↑  Schedeen, Jesse. . IGN. 2019-07-21  [2019-07-25]. （原始内容存档于2019-07-25） （美国英语）.
133. ↑  BARNHARDT, ADAM. . ComicBook.com. 2019-07-19  [2019-07-24]. （原始内容存档于2019-07-24） （美国英语）.
134. ↑  夏洛特. . HK01. 2019-07-21  [2019-07-24]. （原始内容存档于2019-07-24） （中文（香港））.
135. ↑  唐跃; 田瑞玥. . 新京報. 2019-07-21  [2019-07-24]. （原始内容存档于2019-07-24） （中文（中国大陆））.
136. ↑  Tang, Didi. . 泰晤士報. 2019-07-20  [2019-07-24]. （原始内容存档于2019-07-24） （英国英语）.
137. ↑  肖扬. . 北京青年報. 2019-07-23  [2019-07-25]. （原始内容存档于2019-07-25） （中文（中国大陆））.
138. 1 2  阮佳琪（观察者网）; 李勤余（澎湃新闻）; 钱江晚报; 中国日报. . 北京日報. 2019-07-25  [2019-07-25]. （原始内容存档于2019-07-25） （中文（中国大陆））.
139. ↑  余诗泉. . 參考消息. 2019-07-25  [2019-07-25]. （原始内容存档于2019-07-24） （中文（中国大陆））.
140. ↑  阮佳琪. . 觀察者網. 2019-07-24  [2019-09-29]. （原始内容存档于2019-09-29） （中文（中国大陆））.
141. ↑  . 時光網. 2019-08-20  [2020-05-07]. （原始内容存档于2019-11-02） （中文（中国大陆））.
142. ↑  許育民. . HK01. 2020-12-12  [2020-12-24]. （原始内容存档于2020-12-16） （中文（香港））.
143. ↑  Delbyck, Cole. . HuffPost. 2021-04-19  [2021-04-19]. （原始内容存档于2021-04-19） （美国英语）.
144. ↑  Bricken, Rob. . io9. 2021-04-19  [2021-04-19]. （原始内容存档于2021-04-19） （美国英语）.
145. ↑  Davis, Rebecca. . Variety. 2021-05-11  [2021-05-12]. （原始内容存档于2021-05-12） （美国英语）.
146. ↑  李富茂. . HK01. 2021-04-27  [2021-05-14]. （原始内容存档于2021-08-10） （中文（香港））.
147. ↑  董铭. . 環球時報. 2021-04-21  [2021-05-14]. （原始内容存档于2021-05-14） （中文（中国大陆））.
148. ↑  . 蘋果日報 (台灣). 2021-04-20  [2021-04-21]. （原始内容存档于2021-04-20） （中文（臺灣））.
149. ↑  Keane, Sean. . CNET. 2021-06-25  [2021-06-25]. （原始内容存档于2021-06-25） （美国英语）.
150. ↑  Geisinger, Gabriella. . Digital Spy. 2021-06-25  [2021-06-25]. （原始内容存档于2021-06-26） （美国英语）.
151. 1 2  Lussier, Germain. . io9. 2021-06-24  [2021-06-25]. （原始内容存档于2021-06-25） （美国英语）.
152. 1 2  Polo, Susana. . Polygon. 2021-06-24  [2021-06-25]. （原始内容存档于2021-06-25） （美国英语）.
153. 1 2  Ouellette, Jennifer. . Ars Technica. 2021-06-25  [2021-06-27]. （原始内容存档于2021-06-25） （美国英语）.
154. ↑  Siegal, Jacob. . Yahoo!. 2021-08-17  [2021-08-17]. （原始内容存档于2021-08-18） （美国英语）.
155. ↑  Knutson, Troy.  (PDF). Walt Disney Studios Motion Pictures. 2021-07-01  [2021-07-21]. （原始内容存档 (PDF)于2021-07-21） （美国英语）.
156. ↑  . Marvel.com. 2021-08-13  [2021-08-13]. （原始内容存档于2021-08-13） （美国英语）.
157. ↑   (PDF). CinemaCon.   [2021-08-04]. （原始内容存档 (PDF)于2021-08-04） （美国英语）.
158. ↑  Facebook貼文. Marvel於Facebook. 2021-08-05 [2021-08-05] （繁體中文）.
159. ↑  Facebook貼文. Marvel於Facebook. 2021-08-14 [2021-08-12] （繁體中文）.
160. ↑  Marvel Studios. . 2021-05-03  [2021-05-03]. （原始内容存档于2021-05-05） –YouTube （美国英语）. .   [2021-05-03]. 原始内容存档于2021-05-05.
161. ↑  Couch, Aaron; Kit, Borys. . The Hollywood Reporter. 2019-07-20  [2019-07-20]. （原始内容存档于2019-07-21） （美国英语）.
162. ↑  Welk, Brian. . TheWrap. 2020-04-03  [2020-04-03]. （原始内容存档于2020-04-03） （美国英语）.
163. ↑  Mancuso, Vinnie. . collider. 2019-07-20  [2019-07-21]. （原始内容存档于2019-07-21） （美国英语）.
164. ↑  Lee, Edmund. . 南華早報. 2019-07-22  [2019-10-09]. （原始内容存档于2019-09-05） （英语）.
165. ↑  . Deadline Hollywood. 2020-04-03  [2020-04-03]. （原始内容存档于2020-04-03） （美国英语）.
166. ↑  Couch, Aaron; McClintock, Pamela. . The Hollywood Reporter. 2021-05-13  [2021-05-13]. （原始内容存档于2021-05-13） （美国英语）.
167. ↑  Chitwood, Adam. . Collider. 2021-08-12  [2021-08-19]. （原始内容存档于2021-08-13） （美国英语）.
168. ↑  Vary, Adam B. . Variety. 2021-08-12  [2021-08-19]. （原始内容存档于2021-08-17） （美国英语）.
169. ↑  Couch, Aaron; Drury, Sharareh. . The Hollywood Reporter. 2021-08-16  [2021-08-19]. （原始内容存档于2021-08-19） （美国英语）.
170. ↑  漫威影业. . 2021-05-03  [2021-05-03] –新浪微博 （中文（中国大陆））.
171. ↑  . 立場新聞. 2021-05-13  [2021-05-13]. （原始内容存档于2021-05-13） （中文（香港））.
172. ↑  Zuo, Mandy. . 南華早報. 2021-08-13  [2021-08-14]. （原始内容存档于2021-08-13） （英语）.
173. ↑  . 明報OL網. 2021-11-14  [2021-11-14]. （原始内容存档于2021-11-14） （中文（香港））.
174. 1 2  . 中國報 China Press. 2021-09-29  [2021-09-30]. （原始内容存档于2021-09-30） （中文（马来西亚））.
175. ↑  . 中國報 China Press. 2021-09-24  [2021-09-30]. （原始内容存档于2021-09-30） （中文（马来西亚））.
176. ↑  D'Alessandro, Anthony. . Deadline Hollywood. 2021-09-21  [2021-09-21]. （原始内容存档于2021-09-21） （美国英语）.
177. ↑  Goldberg, Matt. . Collider. 2021-10-01  [2021-10-01]. （原始内容存档于2021-10-01） （美国英语）.
178. ↑  Robbins, Shawn. . Boxoffice Pro. 2021-08-13  [2021-08-30]. （原始内容存档于2021-08-30） （美国英语）.
179. ↑  D'Alessandro, Anthony; Tartaglione, Nancy. . Deadline Hollywood. 2021-09-01  [2021-09-01]. （原始内容存档于2021-09-01） （美国英语）.
180. ↑  Rubin, Rebecca. . Variety. 2021-09-01  [2021-09-01]. （原始内容存档于2021-09-02） （美国英语）.
181. ↑  . Box Office Mojo.   [2021-12-31]. （原始内容存档于2022-02-05）.
182. ↑  Tartaglione, Nancy. . Deadline Hollywood. 2021-09-05  [2021-11-27]. （原始内容存档于2021-09-08） （美国英语）.
183. ↑  Rubin, Rebecca. . Variety. 2021-09-06  [2021-12-31]. （原始内容存档于2021-12-25） （美国英语）.
184. ↑  . www.imax.com. 2021-09-09  [2021-12-31]. （原始内容存档于2021-12-31） （英语）.
185. ↑  . Rotten Tomatoes. Fandango Media.   [2023-08-14].
186. ↑  . Metacritic. Fandom.   [2025-06-08].
187. ↑  D'Alessandro, Anthony. . Deadline Hollywood. 2021-09-06  [2021-09-06]. （原始内容存档于2021-09-20） （美国英语）.
188. ↑  陳又瑞. . 三立新聞網. 2021-11-13  [2021-11-13]. （原始内容存档于2021-11-13） （中文（臺灣））.
189. ↑  Paige, Rachel. . Marvel.com. 2021-02-16  [2021-02-16]. （原始内容存档于2021-02-16） （美国英语）.
190. ↑  Spangler, Todd. . Variety. 2021-11-08  [2021-11-08]. （原始内容存档于2021-11-08） （美国英语）.
191. ↑  Salazar, Savannah. . Vulture. 2021-09-03  [2021-09-05]. （原始内容存档于2021-09-03） （美国英语）.
192. ↑  D'Alessandro, Anthony; Andreeva, Nellie; Kroll, Justin. . Deadline Hollywood. 2021-12-06  [2021-12-06]. （原始内容存档于2021-12-06） （美国英语）.

## 外部連結
- 官方网站
- 互联网电影数据库（IMDb）上《尚氣與十環傳奇》的资料（英文）
- 豆瓣电影上《尚氣與十環傳奇》的資料 （简体中文）